# Atreverse
Atreverse fue un ciclo televisivo argentino emitido entre 1990 y 1991 por Telefe. El programa de unitarios tuvo frecuencia semanal, y en cada episodio abordaba una temática distinta con elencos rotativos. Se emitía los jueves a las 22 horas. Fue creado y dirigido por Alejandro Doria. Retransmitido a principios de 1994 los sábados a las 22 hs y en el 2020 por los 30 años de Telefe los miércoles a las 23:30 hs desde el 2 de septiembre de 2020 hasta el 16 de septiembre del mismo año.

## Dirección y libros
El programa era dirigido por Alejandro Doria, con libros de María José Campoamor, Juan Carlos Cernadas Lamadrid, Nelly Fernández Tiscornia y Jacobo Langsner. Doria, asimismo, también colaboró en algunos de los guiones.

## Capítulos temporada 1990
| Capítulo | Título                           | Presentador/a    | Protagonistas | Autor/es                                    |
| -------- | -------------------------------- | ---------------- | --- | ------------------------------------------- |
| 01       | Alta en el cielo                 | Luisina Brando   | Alicia Bruzzo, Bárbara Mujica, Darío Grandinetti y Emilia Mazer | María José Campoamor y Juan Carlos Cernadas |
| 02       | Perder la cabeza                 |                  | Luisina Brando, Darío Grandinetti, Jorge Marrale, Betiana Blum, Tina Serrano, Cecilia Roth, María Socas y Boris Rubaja                                                       | Jacobo Langsner                             |
| 03       | Tres veces atreverse             | Marilina Ross    | Alicia Bruzzo, Susana Campos, Lito Cruz, Jorge Marrale, Graciela Dufau y Miguel Ángel Solá                                                                                   | Nelly Fernández Tiscornia                   |
| 04       | Reunión de padres                | Arturo Puig      | Arturo Puig, Luisina Brando, Rodolfo Ranni, Chela Ruiz, Jorge Marrale y María Leal                                                                                           | Nelly Fernández Tiscornia                   |
| 05       | Amores                           |                  | Arturo Puig, Luisina Brando, Susana Lanteri, Graciela Dufau, Héctor Bidonde, Elena Tasisto, Alberto Segado, Fernán Mirás y Jesús Berenguer                                   | Nelly Fernández Tiscornia                   |
| 06       | Un...uno...una...                |                  | Graciela Dufau, Héctor Bidonde, Jorge Marrale, Fernán Mirás, Gabriela Toscano, Mercedes Morán, Carolina Papaleo y Jorge D'Elía                                               | Juan Carlos Cernadas                        |
| 07       | Vamos a galopar                  |                  | Betiana Blum, Rodolfo Ranni y Germán Palacios | María José Campoamor                        |
| 08       | Sobrevivientes                   |                  | Susana Campos, Arturo Maly, Juan Leyrado, Jorge Marrale, Jorge D'Elía, Cecilia Roth, María Socas, Gabriela Toscano, Boris Rubaja y Rita Terranova                            | Jacobo Langsner                             |
| 09       | Al sonar la campana              |                  | Olga Zubarry, Selva Alemán, María Leal, Jorge Marrale y Horacio Peña | Jacobo Langsner                             |
| 10       | Reencuentros                     |                  | Alicia Bruzzo, Rodolfo Ranni, Tina Serrano, Arturo Maly, Emilia Mazer, Germán Palacios, Boris Rubaja, Emilio Bardi y Fernando Álvarez                                        | Jacobo Langsner                             |
| 11       | Otros paraísos                   |                  | Selva Alemán, Arturo Maly, Betiana Blum, María Leal, Cecilia Roth, Alicia Berdaxagar y Boris Rubaja                                                                          | Jacobo Langsner                             |
| 12       | Mirarse a la cara (I)            |                  | Luisina Brando, Víctor Laplace, Betiana Blum, Mercedes Morán, Carmen Vallejo, Fernán Mirás, Gabriela Toscano, Boris Rubaja y Matías Baglivo                                  | Jacobo Langsner                             |
| 13       | Mirarse a la cara (II)           |                  | Luisina Brando, Víctor Laplace, Betiana Blum, Mercedes Morán, Carmen Vallejo, Fernán Mirás, Gabriela Toscano, María Socas, Boris Rubaja y Matías Baglivo                     | Jacobo Langsner                             |
| 14       | Entre sábanas                    |                  | Graciela Dufau, Arturo Maly, Elena Tasisto, Gustavo Bermúdez, Katja Alemann y Alberto Segado                                                                                 | María José Campoamor                        |
| 15       | La mala de la historia           |                  | Selva Alemán, María Leal, Juan Leyrado, Elena Tasisto, Chunchuna Villafañe, Boris Rubaja, María Socas y Cristina Allende                                                     | Jacobo Langsner                             |
| 16       | Un negocio redondo               |                  | Luisina Brando, Graciela Dufau, María Leal y Jorge Marrale | Jacobo Langsner                             |
| 17       | Entre mujeres                    | Graciela Alfano  | Graciela Alfano, Soledad Silveyra, Florencia Peña y Fernán Mirás | Jacobo Langsner                             |
| 18       | De mis amores con Alain Delon    |                  | Graciela Dufau, Susana Campos, Lito Cruz, Cecilia Roth, Arturo Maly y Javier Drogo                                                                                           | Jacobo Langsner                             |
| 19       | Padres, hijos, amantes           |                  | Bárbara Mujica, Rodolfo Ranni, María Leal, Elena Tasisto, Jorge Marrale, Juan Leyrado, Mercedes Morán, Cecilia Roth y Luis Luque                                             | Jacobo Langsner                             |
| 20       | Conciencias                      | Graciela Alfano  | Víctor Laplace, Leonardo Sbaraglia y Graciela Alfano | Jacobo Langsner                             |
| 21       | En la isla                       |                  | Alicia Bruzzo, Graciela Dufau, Miguel Ángel Solá y Germán Palacios | Jacobo Langsner                             |
| 22       | Tarde o temprano                 |                  | Alicia Bruzzo, Ulises Dumont, Luis Luque, Tony Vilas, Germán Palacios, Laura Novoa, Raúl Rizzo y Jorge D'Elía                                                                | Jacobo Langsner                             |
| 23       | Quién me pedirá perdón           |                  | Graciela Dufau, Lito Cruz, María Leal, Carola Reyna, Gabriel Rovito, Jorge D'Elía, Jesús Berenguer, César André, Horacio Peña y Floria Bloise                                | Jacobo Langsner                             |
| 24       | Alguien puede llamarme           |                  | Soledad Silveyra, Florencia Peña, Fernán Mirás y Germán Palacios | Nelly Fernández Tiscornia                   |
| 25       | Tres hermanas, tres sirvientas   | Soledad Silveyra | Graciela Alfano, Soledad Silveyra y Marilina Ross | Nelly Fernández Tiscornia                   |
| 26       | Gracias por las rosas            | Graciela Alfano  | Federico Luppi, Alicia Bruzzo, Arturo Puig, Leonardo Sbaraglia, Florencia Peña y Graciela Alfano                                                                             | Nelly Fernández Tiscornia                   |
| 27       | Pequeñas vidas, pequeñas muertes |                  | Arturo Puig, Cecilia Roth, Lito Cruz, Jorge Marrale, Juan Leyrado y María Socas                                                                                              | María José Campoamor                        |
| 28       | Infierno cotidiano               |                  | Lito Cruz, María Leal, Arturo Puig, Darío Grandinetti, Elena Tasisto, Cecilia Roth, Juan Leyrado, Chela Ruiz, Germán Palacios, Boris Rubaja y Cristina Allende               | María José Campoamor                        |
| 29       | Todos estábamos enamorados       |                  | Alicia Bruzzo, Arturo Puig, Selva Alemán, Arturo Maly, Diego Torres, Gabriela Toscano y Germán Palacios                                                                      | María José Campoamor                        |
| 30       | Mientras viva                    |                  | Miguel Ángel Solá, Bárbara Mujica, Germán Palacios, Juan Leyrado, Jorge Marrale, Elena Tasisto, Alberto Segado, Jorge D'Elía, Emilio Bardi, Jesús Berenguer y Alberto Busaid | Juan Carlos Cernadas                        |
| 31       | No estamos solos                 |                  | Miguel Ángel Solá, Alicia Bruzzo, Juan Leyrado, Cecilia Roth, Raúl Rizzo, Fernán Mirás, Gabriel Rovito, Lucrecia Capello y Horacio Peña                                      | Aída Bortnik                                |
| 32       | Mejor me callo                   |                  | Miguel Ángel Solá, Graciela Dufau, Selva Alemán, Cecilia Roth, María Socas y Boris Rubaja                                                                                    | Nelly Fernández Tiscornia                   |

## Elenco
En el programa participaron actores de importante trayectoria como 
Selva Alemán 
- China Zorrilla 
- Luisina Brando 
- Bárbara Mujica 
- Alicia Bruzzo
- Dora Baret
- María Leal
- Ulises Dumont
- Elena Tasisto
- Oscar Martínez
- Alberto Segado
- Juan Leyrado
- Miguel Ángel Solá
- Jorge Marrale
- Soledad Silveyra
- Víctor Laplace
- Graciela Alfano
- Emilia Mazer
- Marilina Ross
- Cris Morena
- Darío Grandinetti
- Susana Campos
- Lito Cruz
- Chela Ruiz
- Federico Luppi
- Gustavo Bermúdez
- Graciela Dufau
- Carolina Papaleo
- Sandra Mihanovich
- Leonardo Sbaraglia
- Betiana Blum
- Héctor Bidonde
- Arturo Puig
- Rodolfo Ranni
- Fernán Mirás
- Cecilia Roth
- Chunchuna Villafañe
- Mercedes Morán
- Germán Palacios
- Arturo Maly
- Olga Zubarry
- Carmen Vallejo
- Tony Vilas
- Cecilia Dopazo
- Gabriel Rovito
- Carola Reyna
- Gabriela Toscano
- Laura Novoa
- Juan Palomino
- Mónica Villa
- Andrea Pietra
- Horacio Roca
- Salo Pasik
- Susana Lanteri
- Rita Terranova
- Cacho Espíndola
- Katja Alemann
- Mónica Scapparone
- Jesús Berenguer
- Andrea Tenuta
- Raúl Aubel
- Alicia Berdaxagar
- Raúl Rizzo
- Lucrecia Capello
- Florencia Peña
- Boris Rubaja
- Jorge D'Elía
- Pablo Brichta
- María Socas
- Horacio Peña
- Tina Serrano
- Emilio Bardi
- Ana María Giunta
- Carlos Portaluppi
- Floria Bloise, entre otros.

## Premios y nominaciones

### Premios Martín Fierro
| Año  | Categoría                    | Reconocido                             | Resultado |
| ---- | ---------------------------- | -------------------------------------- | --------- |
| 1991 | Mejor unitario y/o miniserie | Atreverse                              | Ganador   |
| 1991 | Mejor actor                  | Arturo Puig                            | Nominado  |
| 1991 | Mejor actor                  | Miguel Angel Solá                      | Ganador   |
| 1991 | Mejor actriz                 | Luisina Brando                         | Nominada  |
| 1991 | Mejor actriz                 | Olga Zubarry                           | Nominada  |
| 1991 | Mejor actriz                 | Alicia Bruzzo                          | Ganadora  |
| 1991 | Mejor actor de reparto       | Arturo Maly                            | Ganador   |
| 1991 | Mejor actriz de reparto      | Tina Serrano                           | Nominada  |
| 1991 | Mejor actriz de reparto      | Elena Tasisto                          | Nominada  |
| 1991 | Mejor producción             | Atreverse                              | Nominado  |
| 1992 | Mejor unitario y/o miniserie | Atreverse                              | Ganador   |
| 1992 | Mejor actor                  | Juan Leyrado                           | Nominado  |
| 1992 | Mejor actor                  | Miguel Angel Solá                      | Ganador   |
| 1992 | Mejor actriz                 | Graciela Dufau                         | Nominada  |
| 1992 | Mejor actriz                 | Luisina Brando                         | Ganadora  |
| 1992 | Mejor actriz de reparto      | Cecilia Roth                           | Nominada  |
| 1992 | Mejor director               | Alejandro Doria                        | Ganador   |
| 1992 | Mejor cortina musical        | "Prohibido Prohibir" - Eladia Blázquez | Ganadora  |